# B. Urbán Teréz
B. Urbán Teréz (Szeged, 1936. szeptember 7. –) magyar keramikusművész.

## Élete
1960-ban diplomázott a Magyar Iparművészeti Főiskola kerámia szakán, ahol mesterei Gádor István, Borsos Miklós és Csekovszky Árpád voltak. 1960-tól a Művészeti Alap, majd a MAOE, 1967-től a MKISZ, a MKT tagja.
1960 és 1986 között a Szentendrei Épületkerámia Üzem tervezőjeként falburkolatokat, térelválasztókat, kutakat, kályhákat tervezett, kivitelezett, és építészeti rekonstrukciós feladatokkal foglalkozott. Érzékeny mintázású reliefjei geometrikus és absztrakt organikus formákat társítanak egymással, vagy folklorisztikus inspirációjúak. Városképes domborművei hazai és külföldi megrendelésre készülnek. 
1986-tól szabadúszó művészként kisméretű, többnyire nonfiguratív terrakotta körplasztikákat, nagyméretű korongozott vázákat, tematikus falikép sorozatokat is alkot saját műhelyében.

## Kiállításai

### Egyéni kiállítások
1971 • Blaskovits Múzeum [Borsódy Lászlóval], Tápiószele
1971 • Művelődési Ház, Budapest [Borsódy Lászlóval]
1971 • Tápiószentmárton, Művelődés Ház
1974 • Tv Galéria, Budapest [Borsódy Lászlóval]
1975 • Fészek Klub, Budapest
1976 • Kunstkabinet [Borsódy Lászlóval], Grafing bei München
1980 • Pest Megyei Művelődési Központ, Szentendre
1981 • Művelődési Központ [Borsódy Lászlóval], Vác
1982 • Pest Megyei Oktatási Központ, Budapest
1984 • Festőház [Borsódy Lászlóval], Sopron
1984 • Megyei Művelődési Központ [Borsódy Lászlóval], Salgótarján
1985 • Művelődési Ház [Borsódy Lászlóval], Kiskunfélegyháza
1988 • Castellum (Budai Vár), Budapest
1993 • Dresdner Bank [Borsódy Lászlóval], Wertheim, Németország
1994 • Lamon, Olaszország
2009 • Péter-Pál Galéria
2013 • Kájoni Közösségi Ház Galériája, Budapest [Borsódy Lászlóval és Borsódy Eszterrel]
2016 • Péter-Pál Galéria, Szentendre [Borsódy Lászlóval és Borsódy Eszterrel]

### Válogatott csoportos kiállítások
1968, 1970, 1972, 1975, 1978 • I-V. Országos Kerámia Biennálé, Pécs
1972 • Magyar Iparművészet, Prága
1975 • Magyar iparművészet, Varsó
1978 • Szimpozion Kiállítás, Römhild (NDK), Meiningen (NDK), Németország
1982 • Szocialista Országok Iparművészeti Quadriennáléja, Erfurt, Németország
1982 • VII. Országos Kerámia Biennálé, Pécs
1986 • I. Pest Megyei Iparművészeti Tárlat, Szentendrei Képtár, Szentendre
1986 • Kettőspont, Művésztelepi Galéria, Szentendre
1990 • II. Pest Megyei Iparművészeti Tárlat, Szentendrei Képtár, Szentendre
1994 • Magastűzön, Gödöllői Galéria, Gödöllő
1995 • Az agyag mesterei, Vigadó Galéria, Budapest
1999 • Szentendrei Tárlat, Szentendre, Művészet Malom
2011 • III.SZEKKO „Szentendre Vonzásában” Kortárs Iparművészet, Szentendrei Képtár
2015 • „Harmónia” MAOE – Művészeti Tárlat, Malom Galéria, Szentendre
2016 • Péter-Pál Galéria, Iparművészeti Kiállítás
2016 • XX. MKISZ Őszi Tárlat, Budapest
2017 • XXI. MKISZ Őszi Tárlat, Budapest
2017 • Organikus művészet kiállítás, Széphárom Galéria, Budapest
2017 • Péter-Pál Galéria 30 éve, Péter-Pál Galéria, Szentendre
2018 • XXII. MKISZ Őszi Tárlat, Budapest
2019 • XXIII. MKISZ Őszi Tárlat, Budapest
2020 • XXIV. MKISZ Őszi Tárlat, Budapest

## Díjai, elismerései
1969 – Tavaszi Tárlat díja 
1990 – II. Pest megyei Iparművészeti tárlat díja, Szentendre, Képtár 

## Köztéri alkotásai
1961 – Budapest, Palace Hotel - Homlokzati kerámia domborművek rekonstrukciója, mázas samott
1962 – Zalaegerszegi Munkásszálló, mozaikburkolat, mázas samott
1962 – Tapolcai Fürdő mozaikburkolat, mázas samott
1963 – Budapest, Rózsavölgyi-ház homlokzati kerámiaelemek rekonstrukciója, mázas samott
1963 – Budapest, Országos Levéltár épületkerámia-díszek rekonstrukciója, mázas samott
1963 – Szentes, fürdő, figurális kerámiaburkolat, mázas samott
1964 – Budapest, Hungária krt.–Kerepesi út, Gyógyszertár, fali kompozíció mázas samott
1965 – Herceghalom, Állattenyésztési Kutató Központ, „Életfa” – samott, mázas falikép
1967 – Budapest, Monimpex Budafoki Pincegazdaság kerámia domborművek és cserépkályhák, mázas samott
1972 – Szeged, Gyógyszertár figurális domborművek, 20. századi patikarekonstrukció, mázas samott
1977 – Szentendre, Kanonok utcai Patika, ivókút és falplasztika, mázas kerámia
2002 – Kájoni János Közösségi Ház, „Greccio-i jászol” - fülkedombormű, mázas samott
2007 – Kapisztrán Szt. János templom, Budapest, Tövis utca, „Szt. Ferenc prédikál a madaraknak”- mázas samott
Közgyűjteményben: Ferenczy Múzeumi Központ, Szentendre